# روبي ولز
روبي ولز (بالإنجليزية: Robby Wells)‏ هو لاعب كرة قدم أمريكية وسياسي أمريكي، ولد في 10 أبريل 1968 في بارتو في الولايات المتحدة. حزبياً، نشط في الحزب الديمقراطي.

## وصلات خارجية
- الموقع الرسمي